# IMBEL GC MD2A2
IMBEL GC MD2A2 é um nome dado a uma classe de pistolas semiautomáticas fabricadas pela empresa brasileira IMBEL.
Desenvolvidas para tiro prático e esportivo, são usadas particularmente por policiais para uso próprio à paisana.
Seu sistema de funcionamento é baseado na Colt M1911